# Жакыпбай, Нурканат
Нурканат Жакыпбай (Жакыпбаев) (род. 24 июня 1947, Райымбекский район, Алматинская область, Казахская ССР, СССР) — советский и казахский актёр, режиссёр театра, сценарист, педагог, профессор. Заслуженный деятель искусств Республики Казахстана (1995). Лауреат национальный театральный премии "Сахнагер"(2017). Отличник образования Республики Казахстана.

## Биография
Родился в 1947 года в местечке Каркара Райымбекского района Алматинской области КазССР.
Окончил Алматинскую консерваторию (1995), режиссерское отделение Алматинского государственного института театра и кино (1983).
В 1969 году стал актёром театра юных зрителей в городе Алма-Ате (ныне Казахский государственный академический театр для детей и юношества имени Г. Мусрепова), а в 1995 году занял кресло главного режиссёра этого театра.
На театральной сцене воплотил образы Сакена Сейфуллина («Монологи» А. Тажибаева), Аскара («Ботагоз» С. Муканова), Абиша («Шуга» Б. Майлина), Еркебулана («Красные соколы» С. Сейфуллина), Горацио («Гамлет» У. Шекспира), Сердали («Ақан сері — Ақтотысында» Г. Мусрепова), Нияза («Печаль любви» Т. Ахтанова), Бакытжана («Снежная девушка» О. Буксева) и другие.
Среди ролей, которые Н. Жакыпбай сыграл в кино, наиболее известны следующие: Танат («Шок и Шер»), Сарман («Жана жыл кешшде»), Саржан («Детство Жамбыла»), Армоль («Когда уплывают киты»).
Поставил спектакли «Жау тыындакы бала» (авторы К. Кайсенов, О. Букеев), «Махаббатаралы» (автор А. Таусаров), «Цып жиырмага толгаида» (авт. С. Балгабаев), «Кер пула атгы Кендебай» (авт. Т.Алшынбаев), «Миғұла терісі үстіндегі сот» (авт. Ч. Айтматов и М. Шахаиов) и др. За постановку спектаклей «Желсіз түнде жарық ай» (1995) о молодости Абая и «Жан азабы» (2000) по произведениям Ч. Айтматова на Международном театральном фестивале был удостоен звания «Лучший режиссер» (1998). В 2000 году на Международном фестивале «Наурыз-2000» в Бишкеке спектакль «Жан азабы» занял первое место.

## Награды
- 1995 — Заслуженный дятель искусств Республики Казахстана
- 1995 — лучший режиссер Республики Казахстана
- 2009 — Орден Парасат
- 2011 — Медаль «20 лет независимости Республики Казахстан»
- 2016 — лауреат театральный премии «Еңілікгүл»
- 2016 — лауреат национальный премии «Алтын Адам»
- 2016 — Орден Достык ІІ степени[2]
- 2017 — Лауреат национальный театральный премии «Сахнагер»
- Отличник образования Республики Казахстана
- 2018 — Юбилейная медаль «20 жыл Астана»[3]
- 2020 — Почётный знак «За заслуги в развитии культуры и искусства» (Межпарламентская ассамблея СНГ) — за значительный вклад в формирование и развитие общего культурного пространства государств — участников Содружества Независимых Государств, реализацию идей сотрудничества в сфере культуры и искусства[4].
- 2022 — Государственная премия Республики Казахстан в области литературы и искусства имени Абая — за мюзикл «Жібек»[5].